# Action Humaniste
Action Humaniste (AH)  (en espagnol : Acción Humanista) est un parti politique chilien de gauche, inspiré par le Mouvement humaniste (es). Il est né en juillet 2020 d'une scission du Parti humaniste et dirigé par le député Tomás Hirsch.
En mars 2022, le mouvement s'enregistre en tant que parti politique par le biais d'un processus de légalisation devant le Service électoral (Servel). En septembre, le parti recueille les signatures nécessaires pour devenir un parti politique, et la demande d'enregistrement a été acceptée par le Servel le 6 décembre. 
Le parti est membre de Alliance gouvernementale et soutient le gouvernement de Gabriel Boric depuis 2022. En 2025, le parti rallie la coalition Unité pour le Chili et soutient Jeannette Jara.

## Historique

### Origines et création
Tandis que la députée du Parti humaniste Pamela Jiles fait l'objet de nombreuses polémiques sur ses positions idéologiques sur Donald Trump ou son opposition au gouvernement de Gabriel Boric, le député Tomás Hirsch après trente six ans de militantisme, décide de quitter le parti avec 300 militants et trois anciens présidents (Efren Osorio, Marilen Cabrera (es) et Danilo Monteverd) le 6 mai 2020.
Deux mois plus tard, le 30 juillet 2020, les élus et membres dissidents du Parti humaniste annoncent la création du parti Action humaniste. L'objectif est de « récupérer le projet humaniste », abandonné par le Parti humaniste selon Tomás Hirsch.
La fondation du parti trouve également son origine dans une période de grands bouleversements politiques, liée aux manifestations de 2019-2021 au Chili, ainsi qu'au processus de confinement et les politiques menées pendant la pandémie de COVID-19. Dans ce contexte, le mouvement Action Humaniste est né sous l'aile des idées et des propositions du Nouvel Humanisme, dont l'idéologue est le penseur argentin Silo (Mario Luis Rodríguez Cobos).

### Membre de la coalition Chili Digne (2020-2022)
En septembre 2020, le mouvement Action Humaniste rejoint la coalition Chile Digno (es) (composé du Parti communiste du Chili, Fédération régionaliste verte sociale et la Gauche chrétienne (es)) et la campagne pour le Oui au référendum chilien de 2020.Quelques mois plus tard, la campagne pour l'approbation devient la coalition électorale Chile Digno (es) afin de participer aux élections municipales et régionales de 2021.
Lors de ces élections municipales et régionales, le mouvement Action humaniste n'obtient aucun élu, que ce soit des maires, conseillers régionaux ou municipaux.
Lors de la primaire présidentielle d'Approbation dignité de 2021, Action humaniste a soutenu la candidature du maire communiste Daniel Jadue, finalement battu par le député Gabriel Boric. A l'issue de l'élection, le mouvement annonce son soutien et implication dans la campagne de Gabriel Boric lors de l'élection présidentielle de 2021.

### Membre du gouvernement de Gabriel Boric et de l'Alliance gouvernementale (depuis 2022)
En février 2022, Action Humaniste lance la « Revue Ciclos », une publication trimestrielle humaniste, qui « ne cherche pas à convaincre ou à concurrencer mais plutôt à stimuler et à développer la réflexion et l'échange d'idées », dans une « attitude humaniste » guidée par la non-violence, la non-discrimination et la liberté de choix politique.
En mars 2022, après l'investiture du président Gabriel Boric, le président décide de nommer la figure du parti Action Humaniste Marilen Cabrera (es) en tant que Sous-secrétaire aux Biens nationaux, devenenant la première figure du parti nommé à un gouvernement. Elle reste en fonction entre le 11 mars 2022 et le 10 mars 2023.
Le 19 mars, le ralliement de la députée Ana María Gazmuri (es) au mouvement Action Humaniste est annoncé, dans le cadre du processus de légalisation en tant que parti politique auprès du Service électoral (Servel).
Le 22 mars, Action Humaniste s'est officiellement enregistrée auprès du Servel, entamant ainsi son processus de légalisation sous le nom de « Parti Action Humaniste ». Le 30 septembre, le parti s'enregistre en tant que parti politique, sa légalisation est confirmée le 4 octobre dans l'ensemble des régions du pays.

### Élections municipales et régionales de 2024, premiers élus
Lors des élections municipales et régionales de 2024, le parti Action Humaniste rejoint la coalition électorale Avec toi, pour un meilleur Chili dès sa création en mai 2024.
A l'issue des élections d'octobre 2024, le parti obtient les premiers élus de son histoire ; le maire de la commune La Cisterna Joel Olmos (es), dans la région métropolitaine de Santiago, le conseiller régional de Tarapacá Octavio López et les deux conseillers municipaux Sebastián Vergara (Iquique) et Lilibeth Choque (Alto Hospicio).

### Élection présidentielle de 2025 et soutien à Jeannette Jara
En avril 2025, le parti Action Humaniste rejoint la coalition Unité pour le Chili, et soutient la candidature de l'ancienne ministre communiste Jeannette Jara pour la primaire présidentielle d'Unité pour le Chili de 2025,.

### Coordination nationale
La coordination nationale est composée de 7 membres en juin 2023 : 
- Président : Tomás Hirsch
- Secrétaire général : Efrén Osorio
- Trésorière : Loreto Muñoz
- Première vice-présidente : Ana María Gazmuri (es)
- Second vice-président : Óscar Oyarzo
- Vice-président, chargé des Finances : Marcela Camposo
- Vice-président, chargé de l'Organisation : Renato Méndez

## Résultats électoraux

### Élections municipales
| Année | Voix   | %    | Rang      | Maires  | +/- | Conseillers | Voix   | %    | +/- |
| ----- | ------ | ---- | --------- | ------- | --- | ----------- | ------ | ---- | --- |
| 2024  | 32 432 | 0,28 | Dans CChM | 1 / 345 | 1   | 2 / 2252    | 58 321 | 0,57 | 2   |

### Élections régionales
| Année | Voix   | %    | Rang      | Conseillers régionaux | +/- |
| ----- | ------ | ---- | --------- | --------------------- | --- |
| 2024  | 81 890 | 0,84 | Dans CChM | 1 / 302               | 1   |